# Liebesfrühling (Robert en Clara Schumann)
Liebesfrühling  is een cyclus van twaalf liederen van Robert en Clara Schumann naar gedichten van Friedrich Rückert.

## Geschiedenis
Robert Schumann (1810-1856) heeft meerdere keren muziek van zijn vrouw Clara Schumann-Wieck (1819-1896) als uitgangspunt gekozen voor zijn eigen composities (Opus 5, 6 en 14). Maar een gezamenlijke uitgave van beiden bleef een duurzaam verlangen van hem. Waarschijnlijk heeft de samenwerking van Felix Mendelssohn (1809-1847) met zijn vier jaar oudere zus Fanny Mendelssohn (1805-1847), met wie de Schumanns in Leipzig, alwaar Felix Mendelssohn in 1835 als Kapellmeister van het Gewandhausorchester was benoemd, intiem omgingen hem op het idee van een gezamenlijk uitgave gebracht. Hoewel Felix Mendelssohn er mordicus op tegen was dat zijn zuster onder eigen naam publiceerde, nam hij in 1826 wel drie van haar liederen op onder zijn eigen naam in een eigen uitgave: Felix Mendelssohn, Zwölf Gesänge, Opus 8. Maar Robert Schumann , eindelijk in 1840 met Clara getrouwd, wilde wel degelijk dat Clara haar composities onder eigen naam naar buiten bracht. Al tijdens hun verloving had hij druk op haar uitgeoefend om liederen te componeren, maar zij bleef aan haar talent twijfelen.
In januari 1841had Schumann zich met veel enthousiasme op de toonzetting van gedichten van Friedrich Rückert (1788-1867) gestort. Hij slaagde er in om binnen een week negen verzen van deze dichter op muziek te zetten en bewoog Clara ook met verzen van Rückert aan de slag te gaan. Clara voelde zich door zijn enthousiasme onder druk gezet en werd bovendien geplaagd door zwangerschapsklachten. Maar in juni 1841 wist Clara vier liederen naar Rückerts gedichten te componeren. Robert spande zich in om de gezamenlijke cyclus voor haar tweeëntwintigste verjaardag op 13 september 1841 gedrukt te krijgen. Het vierde lied van haar hand “Du gute Nacht” bleef buiten deze uitgave. De cyclus werd gepubliceerd als Opus 37 van Robert Schumann en Opus 12 van Clara Schumann, maar zonder vermelding dat de liederen 2, 4 en 11 van Clara Schumann stamden. Het paar was verrukt door de reactie van Rückert die de uitgave werd toegestuurd en die als dank een gedicht van zijn hand zond.
| Liebesfrühling | Robert en Clara Schumann (Litho 1847) |

Rückerts gedichten werden ook op muziek gezet door Schubert, Brahms en Mahler. De zeer productieve taalkundige geleerde oogstte met zijn lyrische gedichten veel succes vooral met Liebesfrühling uit 1821 dat in 1844 werd gepubliceerd, vierhonderd gedichten geïnspireerd door Louise Wiethaus-Fischer met wie hij in 1821 trouwde.

## De liederen
Van een liederencyclus in engere zin kan niet gesproken worden. Er is geen doorlopende handeling noch een thematische overeenkomst tussen de liederen. Zij staan duidelijk op zichzelf. De door de Schumanns gekozen gedichten vormen geen eenheid. De gemeenschappelijke deler is de liefde in de lente, zoals de titel aangeeft, lyrisch bezongen. En zoals dat met name in de romantiek van de vroege negentiende eeuw gebruikelijk was overvloedig verzinnebeeld door de natuur. Kwalitatief verschil in creatief of technisch opzicht tussen de composities van Robert en Clara Schumann valt niet te ontdekken. Merkwaardig is dat in hun uitgave niet vermeld wordt wie wat geschreven heeft, wat voor nogal verwarring heeft gezorgd. Robert schreef zes liederen en drie duetten, Clara schreef drie liederen. De liederen kunnen zowel door mannen- als vrouwenstemmen gezongen worden. Uit de tekst moet dan opgemaakt worden welke stem in aanmerking kan komen.
| 1. Der Himmel hat eine Träne geweint Der Himmel hat eine Träne geweint, Die hat sich in's Meer zu verlieren gemeint. Die Muschel kam und schloß sie ein: Du sollst nun meine Perle sein. Du sollst nicht vor den Wogen zagen, Ich will hindurch dich ruhig tragen. O du mein Schmerz, du meine Lust, Du Himmelsträn' in meiner Brust! Gieb, Himmel, daß ich in reinem Gemüte Den reinsten deiner Tropfen hüte. | De hemel heeft treurig gelaten een traan De hemel heeft treurig gelaten een traan, Die dacht in zee wel te zullen vergaan. Daar kwam een mossel die sloot haar in: Je bent de parel die ik min. Een golf kan jou niet meer belagen, Ik zal je door de deining dragen. O jij mijn vreugde, jij mijn smart, Jij hemelse traan hier in mijn hart! Geef, hemel, dat ik in zuivere gemoede De reinste van je druppels hoede. |
| 2. Er ist gekommen Er ist gekommen In Sturm und Regen, Ihm schlug beklommen Mein Herz entgegen. Wie konnt' ich ahnen, Daß seine Bahnen Sich einen sollten meinen Wegen? Er ist gekommen In Sturm und Regen, Er hat genommen Mein Herz verwegen. Nahm er das meine? Nahm ich das seine? Die beiden kamen sich entgegen. Er ist gekommen In Sturm und Regen. Nun ist entglommen Des Frühlings Segen. Der Freund zieht weiter, Ich seh' es heiter, Denn er bleibt mein auf allen Wegen. | Hij is gekomen In storm en regen, Mijn hart vol dromen Ging wild bewegen. Hoe kon ik raden, Dat juist zijn paden Zich zouden kruisen met mijn wegen? Hij is gekomen In storm en regen, Hij heeft genomen Mijn hart gekregen. Nam hij het mijne? Nam ik het zijne? De beide kwamen elkaar tegen. Hij is gekomen In storm en regen, Nu is volkomen De voorjaarszegen. De vriend gaat morgen, Heb toch geen zorgen, Hij blijft van mij op alle wegen. |
| 3. O ihr Herren, o ihr werten O ihr Herren, o ihr werten Großen reichen Herren all! Braucht in euren schönen Gärten Ihr denn keine Nachtigall? Hier ist eine, die ein stilles Plätzchen sucht die Welt entlang. Räumt mir eines ein, ich will es Euch bezahlen mit Gesang. | O gij heren, gij sinjoren Rijk en machtig allemaal! Wenst gij ’s avonds graag te horen In uw tuin een nachtegaal? Hier is ‘r eentje, die de stilte Zoekt in tuin of hof reeds lang. Nodigt u mij uit, ik wil het U betalen met mijn zang. |
| 4.Liebst du um Schönheit Liebst du um Schönheit, O nicht mich liebe! Liebe die Sonne, Sie trägt ein gold'nes Haar! Liebst du um Jugend, O nicht mich liebe! Liebe den Frühling, Der jung ist jedes Jahr! Liebst du um Schätze, O nicht mich liebe. Liebe die Meerfrau, Die hat viel Perlen klar. Liebst du um Liebe, O ja, mich liebe! Liebe mich immer, Dich lieb' ich immerdar. | Liefde om schoonheid Liefde om schoonheid, Bewaar je liefde! Houd dan van zonlicht, Die krans van gouden haar! Liefde om jong zijn, Bewaar je liefde! Houd van de lente, Die jong is ieder jaar! Liefde om schatten, Bewaar je liefde! Houd van de meermin, En vind er parels klaar. Liefde om liefde, O, geef mij liefde! Liefde voor altijd, Zijn wij voor eeuwig ‘n paar! |
| 5. Ich hab’in mir gezogen Ich hab' in mich gesogen Den Frühling treu und lieb, Daß er, der Welt entflogen, Hier in der Brust mir blieb. Hier sind die blauen Lüfte, Hier sind die grünen Aun, Die Blumen hier, die Düfte, Der blühnde Rosenzaun. Und hier am Busen lehnet Mit süßem Liebesach, Die Liebste, die sich sehnet Den Frühlingswonnen nach. Sie lehnt sich an, zu lauschen, Und hört in stiller Lust Die Frühlingsströme rauschen In ihres Dichters Brust. Da quellen auf die Lieder Und strömen über sie Den vollen Frühling nieder, Den mir der Gott verlieh. Und wie sie, davon trunken, Umblicket rings im Raum, Blüht auch von ihren Funken Die Welt, ein Frühlingstraum. | Ik heb in mij gezogen De lente mij vertrouwd, Opdat wanneer vervlogen Mijn borst het levend houdt. Hier zijn de fraaie kleuren, En hier een zwoele vlaag De bloemen hier, de geuren, Van ‘n bloeiende rozenhaag. En aan mijn boezem vlijt zich Met zoete liefdeszucht, De liefste, die weidt zich aan lentes hoge vlucht. Zij vlijt zich om te luisteren, En hoort terwijl zij vorst De voorjaarsbeken fluisteren Diep in haar dichters borst. Dan klinken ook gezangen En stromen door haar heen De lente erin gevangen, Die God mij gaf te leen. En hoe zij, daarvan dronken, De ruimte rondom leest, Viert ook door beider vonken De wereld een lentefeest. |
| 6. Liebste was kan uns nur scheiden? Liebste, was kann denn uns scheiden? Kann's das Meiden? Kann uns Meiden scheiden? Nein. Ob wir uns zu sehn vermieden, Ungeschieden Wollen wir im Herzen sein. Mein und dein, Dein und mein Wollen wir, o Liebste, sein. | Liefste, wat kan ons dan scheiden? Elkaar mijden? Kan vermijden scheiden? Neen. Of wij ons van aanzien mijden, Ongescheiden Zullen wij in harten zijn. Mijn en dein, Dein en mijn Zullen wij, o liefste zijn. |
| 7. Schön ist das Fest des Lenzes Schön ist das Fest des Lenzes, Doch währt es nur der Tage drei. Hast du ein Lieb', bekränz' es Mit Rosen, eh' sie geh'n vorbei! Hast du ein Glas, kredenz' es, O Schenk, und singe mir dabei: Schön ist das Fest des Lenzes, Doch währt es nur der Tage drei. | Mooi is ‘t feest der lente Mooi is ‘t feest der lente, Al duurt het slechts een dag of drie. Heb je een lief, vereer haar Met rozen, eer zij zijn fini. Heb je een glas, biedt het aan O schenk, en hef een luid gezang: Mooi is het feest der lente, Al duurt het slechts drie dagen lang. |
| 8. Flügel! Flügel! Um zu fliegen Flügel! Flügel! um zu fliegen Über Berg und Tal. Flügel, um mein Herz zu wiegen Auf des Morgens Strahl. Flügel, übers Meer zu schweben Mit dem Morgenrot, Flügel, Flügel über's Leben, Über Grab und Tod. Flügel, wie die Jugend hatte, Da sie mir entflog, Flügel, wie des Glückes Schatte, Der mein Herz betrog! Flügel, nachzuflieh'n den Tagen, Die vorüber sind, Flügel, Freuden einzujagen, Die entfloh'n im Wind. Flügel, gleich den Nachtigallen, Wann die Rosen flieh'n, Aus dem Land, wo Nebel wallen, Ihnen nachzuzieh'n. Ach! von dem Verbannungsstrande, Wo kein Nachen winkt, Flügel nach dem Heimatlande, Wo die Krone blinkt! Freiheit, wie zum Schmetterlinge Raupenleben reift, Wann sich dehnt des Geistes Schwinge Und die Hüll entstreift! Oft in stillen Mitternächten Fühl' ich mich empor Flügeln von des Traumes Mächten Zu dem Sternentor. Doch gewachsenes Gefieder In der Nächte Duft, Mir entträufeln seh' ich's wieder An des Morgens Luft. Sonnenbrand den Fittich schmelzet, Ikar stürzt in's Meer, Und der Sinne Brausen wälzet Über'm Geist sich her. | Vleugels, vleugels om te vliegen Boven berg en dal Vleugels om mijn hart te wiegen Vrank in vrije val. Vleugels, boven zee te zweven Met het morgenrood, Vleugels, vleugels boven ’t leven, Boven graf en dood. Vleugels, van de jeugd, die zwaluw Die mij snel ontvloog, Vleugels, van ’t geluk de schaduw, Zicht dat ’t hart bedroog. Vleugels, achtervolgend de dagen, Ooit verwaaid gezwind, Vleugels, vreugden na te jagen, Die ontvloden in de wind. Vleugels, gelijk de nachtegalen, Die als rozen vergaan, Weg uit ’t land waar ’t blad gaat vallen, Met hen mee te gaan. Ach! Ontheemd op vreemde stranden, Waar geen bootje wenkt, Vleugels om weer thuis te landen, Waar de kroon nog blinkt! Vrijheid zoals bij de vlinders Waar de rups toe leidt, Laat geen geest zich niet verhinderen Wat aan pantser scheidt. In verstilde donkere nachten Vlieg ik vaak omhoog Schenken dromen opwaartse krachten Naar de hemelboog. Vol gespreid de wiek der veren ‘s Nachts in volle vlucht, Treurig moet ik die ontberen in de ochtendlucht. Gloed der zon doet was gaan lopen, Icarus stort in zee, Feest der zinnen afgelopen, Heerst de geest in stee. |
| 9. Rose, Meer und Sonne Rose, Meer und Sonne Sind ein Bild der Liebsten mein, Die mit ihrer Wonne Faßt mein ganzes Leben ein. Alle Ströme haben Ihren Lauf auf Erden bloß, Um sich zu begraben Sehnend in des Meeres Schoß. Alle Quellen fließen In den unerschöpften Grund, Einen Kreis zu schließen Um der Erde blüh'ndes Rund. Rose, Meer und Sonne Sind ein Bild der Liebsten mein, Die mit ihrer Wonne Faßt mein ganzes Leben ein. Alle Stern' in Lüften Sind ein Liebesblick der Nacht, In des Morgens Düften Sterbend, wann der Tag erwacht. Alle Weltenflammen, Der zerstreute Himmelsglanz, Fließen hell zusammen In der Sonne Strahlenkranz. Rose, Meer und Sonne Sind ein Bild der Liebsten mein, Die mit ihrer Wonne Faßt mein ganzes Leben ein. | Rozen, zee en zonlicht Dat verbeeldt mijn liefste schat, Die zaligheid verdicht En mijn leven gans omvat. Alle stromen winden Zich verlangend naar de zee Om zich te hervinden Eindelijk in rust en vree. Alle bronnen vloeien In de peilloos diepe grond, Om te laten bloeien Kringen heel de aarde rond. Rozen, zee en zonlicht Dat verbeeldt mijn liefste schat, Die zaligheid verdicht En mijn leven gans omvat. Alle sterren stralen Zijn een liefdesblijk der nacht Hoe zij echter pralen, Stervend, wordt de dag verwacht Alle wereldvlammen Der verstrooide hemelglans, Monden fel te samen In de zon zijn stralenkrans. Rozen, zee en zonlicht Dat verbeeldt mijn liefste schat, Die met stralend aanzicht Mijn bestaan verguld omvat. |
| 10. O Sonn’, O Meer, O Rose O Sonn', O Meer, O Rose! Wie wenn die Sonne triumphierend sich Hebt über Sterne, die am Himmel stunden, Ein Schimmer nach dem andern leis' erblich, Bis alle sind in einen Glanz geschwunden; So hab' ich, Liebste, dich Gefunden: Du kamst, da war, was je mein Herz empfunden, Geschwunden In dich. O Sonn', O Meer, O Rose! Wie wenn des Meeres Arme aufthun sich Den Strömen, die nach ihnen sich gewunden, Hinein sich diese stürzen brünstiglich, Bis sie die Ruh im tiefen Schooß gefunden; So, Liebste, hab' ich dich Empfunden: Sich hat mein Herz mit allen Sehnsuchtswunden Entbunden In dich. O Sonn', O Meer, O Rose! Wie wenn im Frühling tausendfältig sich Ein buntes Grün hat ringend losgewunden, Ein hadernd Volk, bis Rose, königlich Eintretend, es zum Kranz um sich verbunden; So, Liebste, hab' ich dich Umwunden: Der Kranz des Daseyns muss sich blühend runden, Gebunden In dich. | O zon, o zee, o rozen! Zoals de zon zegevierend zich Vertoont aan sterren, die de aarde ronden, Die doofden achtereen langzaam hun licht, Tot alle zwak getwinkel was verzwonden; Zo heb ik jou, mijn schat Gevonden: Jij kwam, niet eerder was mijn hart Ervonden, Gebonden Gezwicht. O zon, o zee, o rozen! Zoals in zee de stromen willoos zich Verliezen, die zich hebben voort gewonden, Zich hebben hartstochtelijk diep gestort, Totdat de rust in diepe schoot gevonden Zo, liefste, heb ik jou Ervonden, Zo heeft mijn hart zich met al zijn hartstochtswonden Ontbonden In jou. O zon, o zee, o rozen! Zoals in ’t voorjaar duizendvoudig zich Een kleurig groen met kracht heeft losgewonden, Een morrend volk, totdat de roos, plechtig Aantredend, het als krans rond heeft gebonden; Zo, liefste, heb ik jou Omwonden: De krans van ’t bestaan moet zich bloeiend ronden, Gebonden In jou. |
| 11. Warum willst du and're fragen Warum willst du and’re fragen Die's nicht meinen treu mit dir? Glaube nicht, als was dir sagen Diese beiden Augen hier! Glaube nicht den fremden Leuten, Glaube nicht dem eignen Wahn; Nicht mein Tun auch sollst du deuten, Sondern sieh die Augen an! Schweigt die Lippe deinen Fragen, Oder zeugt sie gegen mich? Was auch meine Lippen sagen, Sieh mein Aug', ich liebe dich! | Waarom wil je anderen vragen? Geloof daarvan vooral geen zier Geloof maar niet, wat jou aandragen Deze beide ogen hier! Geloof toch niet de vreemde lieden, Geloof daarvan vooral geen zier; Niet mijn doen zal uitkomst bieden, Liever zie mijn ogen aan! Zwijgen lippen op je vragen, Laten zij jou in de kou? Waarvan lippen ook gewagen, Zie mijn oog, ik hou van jou! |
| 12. So wahr die Sonne scheinet So wahr die Sonne scheinet So wahr die Wolke weinet, So wahr die Flamme sprüht, So wahr der Frühling blüht; So wahr hab' ich empfunden, Wie ich dich halt' umwunden: Du liebst mich, wie ich dich, Dich lieb' ich, wie du mich. Die Sonne mag verscheinen, Die Wolke nicht mehr weinen, Die Flamme mag versprühn, Der Frühling nicht mehr blühn! Wir wollen uns umwinden Und immer so empfinden; Du liebst mich, wie ich dich, Dich lieb' ich, wie du mich. | Zowaar de zon blijft schijnen Zowaar de wolken wenen, Zowaar het vuur ook vonkt Zowaar de lente lonkt; Zo heb ik jou ervaren, Als wij tezamen waren: Ik min jou, jij mint mij. Min ik jou, min jij mij. De zon kan niet meer schijnen, De wolken niet verdwijnen, De vlammen kunnen doven, De lente niets beloven! Omvat door onze armen Blijft liefde ons verwarmen; Ik min jou, jij mint mij, Min ik jou, min jij mij. Vertaling August Agasi, 2022 |